# Усть-Оборське сільське поселення
Усть-Обо́рське сільське поселення (рос. Усть-Оборское сельское поселение) — сільське поселення у складі Петровськ-Забайкальського району Забайкальського краю Росії.
Адміністративний центр та єдиний населений пункт — село Усть-Обор.

## Населення
Населення сільського поселення становить 699 осіб (2019; 836 у 2010, 852 у 2002).